# المرسى (ولاية الجزائر)
مدينة وبلدية جزائرية تابعة للدائرة الدار البيضاء ولاية الجزائر. يمثل رأس تامنفوست الواقع بالبلدية رأس خليج الجزائر، بها ميناء تامنتفوست للصيد البحري وأكاديمية عسكرية (المدرسة البحرية لتامنفوست).

## تاريخ
- في القرن الرابع قبل الميلاد ياسس الفينيقيون المرفأ البوني رسقونيا (Rusguniae) في تامنفوست الحالية وفي الجهة المقابلة للخليج ايكوسيوم (Icosium) الجزائر الحالية
- من 33 ق.م إلى 27 ق.م الإمبراطور الروماني اغسطس يستقر وينشئ مستعمرة رومانية
- 253 م المدينة يخربها قراصنة
- القرن الرابع الميلادي البيزنطيون يشيدون كنيسة مسيحية
- 1540 شارل الخامس يتراجع لتامنفوسن قبل أن يركب البحر منهزما في محاولة خاسرة للإسقاط مدينة الجزائر
- 1661 رمضان آغا يشيد برج تامنتفوست المحصن لحماية الجزائر
- 1892 إنشاء قرية جون بارت تابع لعين طاية
- 1897 إنشاء قرية بيروز للصيادين تابعة لعين طاية
- 1920 إنشاء بلدية ماليفو منفصلة عن بلدية عين طاية ليعاد ربطها بالبلدية في 1963
- 1925 بناء قبة زاوية سيدي الحاج مسعود البحري
- 1984 يعد التقسيم الإداري الجديد، المرسى تنفصل مجددا عن عين طاية لتصير بلدية

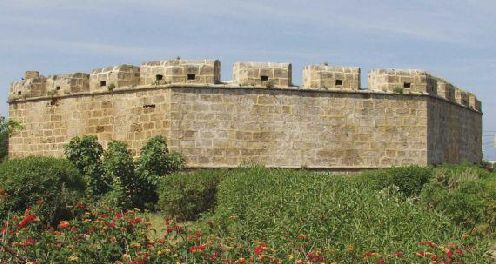
برج تامنفوست

## الشواطئ
تحتضن هذه البلدية العديد من الشواطئ البحرية:
- شاطئ تنتفوست
- شاطئ سيدي الحاج
- شاطئ المرسى
- شاطئ زرزورية

## مواضيع ذات صلة
- تاريخ ولاية الجزائر
- بلديات ولاية الجزائر
- دوائر ولاية الجزائر